# Fantasia Barrino
Fantasia Monique Barrino (ur. 30 czerwca 1984 w High Point w Karolinie Północnej) – znana również jako Fantasia, amerykańska piosenkarka R&B/pop, aktorka oraz zwyciężczyni trzeciego sezonu programu American Idol z 2004 roku. Była nominowana do ośmiu nagród Grammy. Po zagraniu roli Celie w Broadwayowskim musicalu The Color Purple, dostała propozycję zagrania w filmowej adaptacji.
W 2004 roku jej pierwszy singiel, I Believe, zadebiutował na pierwszym miejscu listy Billboard Hot 100. Później wydała swój debiutancki album Free Yourself, który pokrył się platyną według RIAA oraz wygenerował 4 nominacje do nagród Grammy w 2006 roku. W 2006 roku wydała swój drugi album Fantasia, na którym znajdował się hit R&B z pierwszych list przebojów When I See U. Album pokrył się złotem i otrzymał trzy nominacje do Grammy w 2008 roku. Później grała rolę Celie na Broadwayu w musicalu The Color Purple. Jej trzeci album, Back to Me, został wydany na świecie 24 sierpnia 2010 roku. Singiel z trzeciej płyty Bittersweet osiągał top 12 na listach R&B.

## Dyskografia

### Albumy
| Tytuł         | Album                                                                             | Najwyższa pozycja | Najwyższa pozycja | Certifikat    | Sprzedaż        |
| Tytuł         | Album                                                                             | US                | US R&B            | Certifikat    | Sprzedaż        |
| ------------- | --------------------------------------------------------------------------------- | ----------------- | ----------------- | ------------- | --------------- |
| Free Yourself | - Wydany: 23 listopada 2004 - Wytwórnia: J Records - Format: CD, digital download | 8                 | 2                 | - US: Platyna | - US: 1,800,000 |
| Fantasia      | - Wydany: 12 grudnia 2006 - Wytwórnia: J Records - Format: CD, digital download   | 19                | 3                 | - US: Złoto   | - US: 530,000   |
| Back to Me    | - Wydany: 24 sierpnia 2010 - Wytwórnia: J Records - Format: CD, digital download  | 2                 | 1                 |               | - US: 300,000   |

### Single
| "I Believe"                              | 2004 | 1   | 12 | 4 | 1 | —  | 20 |            | Free Yourself |
| "Truth Is"                               | 2004 | 21  | 2  | — | — | —  | —  |            | Free Yourself |
| "Baby Mama"                              | 2005 | 60  | 16 | — | — | —  | —  |            | Free Yourself |
| "Free Yourself"                          | 2005 | 41  | 3  | — | — | —  | —  |            | Free Yourself |
| "It's All Good"                          | 2005 | —   | —  | — | — | —  | —  |            | Free Yourself |
| "Ain't Gon' Beg You"                     | 2005 | —   | 37 | — | — | —  | —  |            | Free Yourself |
| "Hood Boy" (ft. Big Boi)                 | 2006 | 103 | 21 | — | — | —  | —  |            | Fantasia      |
| "When I See U"                           | 2007 | 32  | 1  | — | — | —  | —  | - US: Gold | Fantasia      |
| "Only One U"                             | 2007 | —   | 36 | — | — | —  | —  |            | Fantasia      |
| "Bittersweet"                            | 2010 | 74  | 7  | — | — | 83 | —  |            | Back to Me    |
| "I'm Doin' Me"                           | 2010 | —   | 20 | — | — | —  | —  |            | Back to Me    |
| "—" pozycja nie wydana bądź nie notowana |      |     |    |   |   |    |    |            |               |